# فتوحات قدیمی

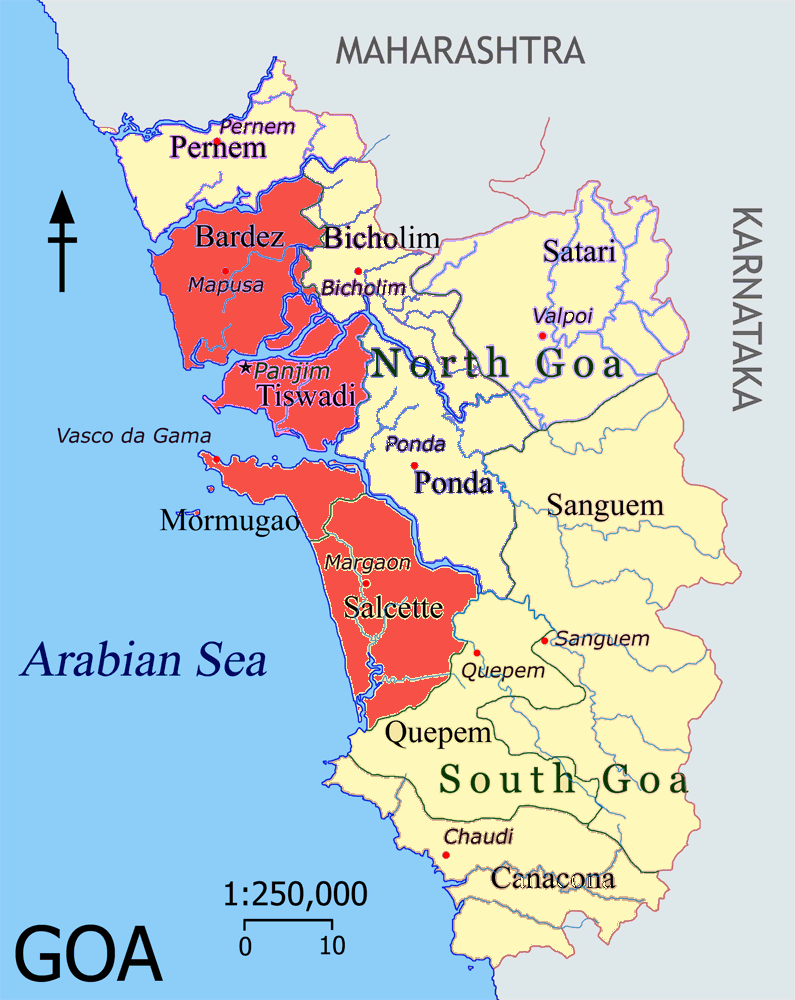
گوا در اوج خود تحت اشغال پرتغالی‌ها. فتوحات قدیمی با رنگ قرمز برجسته شده‌است.

فتوحات قدیمی (انگلیسی: Velhas Conquistas) گروهی از مناطق در گوا هستند که در اوایل قرن شانزدهم پس از میلاد در هند پرتغالی ادغام شدند. این مناطق توسط پرتغالی‌ها که بر مرکز ولها گوا حکومت می‌کردند به مناطق اداری شهرداری ارتقا یافتند. پس از به دست آوردن در سال ۱۵۱۰ پس از میلاد یا در چند سال آینده، آنها قدیمی‌ترین بخش‌ها و هسته شهر قدیم گوا را تشکیل دادند و در جغرافیای مرکزی در تاریخ و فرهنگ گوا و دامائون امروزی باقی مانده‌اند.